# Walther von Brauchitsch
Walther von Brauchitsch (4/10/1881-18/10/1948) là thống chế người Đức và là chỉ huy cao cấp của quân đội Đức trong những năm đầu của Thế chiến thứ hai.
Sinh ra trong một gia đình dòng dõi theo quân đội, ông gia nhập quân đội 1901. Trong Thế chiến thứ nhất ông là thành viên của quân đoàn số XVI, quân phòng vệ mặt trận biên giới phía Đông,..
Sau khi Đảng Quốc xã lên nắm quyền năm 1933, ông làm trong quân đội phía Đông Phổ, mặc dù không thích Đảng Quốc xã nhưng vì đã mượn một số tiền từ Hitler ông dần phụ thuộc tài chính vào Hitler. Ông phục vụ trong vai trò chỉ huy của nước Đức từ 2/1938-12/1941. Ông đóng vai trò chính trong cuộc chiến với nước Pháp và giám hộ cuộc chiến ở Nam Tư và Hy Lạp. Vì cuộc chiến nước Pháp, ông là một trong 12 người được thăng chức thống chế.
Sau cuộc đau tim 11/1941 và bị đổ lỗi trong việc thất bại tại Moskva, Hilter đã ngưng công việc của ông, ông dành thời gian để nghỉ hưu. Sau chiến tranh thế giới thứ 2, ông bị truy cứu về tội ác chiến tranh nhưng đã mất vì bệnh năm 1948 trước khi phải ra phiên tòa.